# جیمز اندرسن
جیمز اندرسن (انگلیسی: James Anderson؛ ‏ ۱۳ ژوئیهٔ ۱۹۲۱ – ۱۴ سپتامبر ۱۹۶۹) بازیگر اهل ایالات متحده آمریکا بود. وی دانش‌آموختهٔ رشتهٔ بازیگری در دانشگاه آلاباما بود.
از فیلم‌ها یا برنامه‌های تلویزیونی که وی در آن نقش داشته است، می‌توان به باد وحشی را درو کن، کشتن مرغ مقلد، عشق و خشم، گروهبان یورک، تعقیب، بزرگ‌مرد کوچک، پول را بردار و فرار کن، ترغیب دوستانه، سرود کیبل هوگ، ستاره و تور آبی اشاره کرد.